# Деркач, Василий Степанович
 Василий Степанович Деркач  (9 [21] декабря 1894, Корсунь, Екатеринославская губерния — 25 мая 1973, Харьков) — украинский советский микробиолог, член-корреспондент АМН СССР (с 1945), заслуженный деятель науки УССР (с 1942).

## Биография
Родился 9 [21] декабря 1894 года в селе Корсунь Бахмутского уезда Екатеринославской губернии в крестьянской семье.
В 1917 году окончил медицинский факультет Харьковского университета и здесь же начал работать ассистентом кафедры общей патологии по курсу бактериологии. После образования в Харьковском медицинском институте (ХМИ) самостоятельной кафедры микробиологии (1922), работал там сначала ассистентом, затем был доцентом. В 1932 году возглавил кафедру микробиологии этого института. Одновременно, с 1920 года работал в Харьковском институте вакцин и сывороток им. И. И. Мечникова .
В 1939 году защитил диссертацию на тему «Об антигенных и иммунизирующих свойствах токсических веществ брюшнотифозных бактерий»; в 1940 году получил степень доктора медицинских наук и звание профессора по кафедре микробиологии; был учеником Д. П. Гринёва.
В эвакуации, был заведующим кафедрой микробиологии Сельскохозяйственного института в Чкалове (1942—1943). 
С 1944 года занимал должность исполняющего обязанности заведующего кафедрой микробиологии ХМИ, в 1946—1971 годах возглавлял кафедру. В 1961 году организовал в ХМИ вирусологическую проблемную лабораторию. Член КПСС с 1951 года.
В 1943 году получил звание заслуженного деятеля науки УССР, в 1945 году его избрали членом-корреспондентом Академии медицинских наук СССР.
Также в 1943—1967 годах он был заместителем директора Харьковского института вакцин и сывороток.
Был экспертом Всемирной организации здравоохранения по антибиотикам, членом президиума Ученого медицинского совета Министерства здравоохранения УССР, председателем Харьковского научного общества микробиологов, эпидемиологов и инфекционистов, членом президиума Всесоюзного и Украинского обществ микробиологов, членом редколлегии журналов «Врачебное дело», «Микробиологический журнал», редактором отдела «Бактериология» 3-го издания «Большая медицинская энциклопедия|Большой медицинской энциклопедии».
Умер в Харькове 25 мая 1973 года. Похоронен на городском кладбище №2.

## Награды
- орден Ленина
- два ордена Трудового Красного Знамени.

## Научная деятельность
В. С. Деркач одним из первых в СССР начал разработку вопросов бактериофагии (1922); исследовал антигенные свойства брюшнотифозного токсина и предложил метод однократной вакцинации людей против брюшного тифа (1936); изучал антибиотические свойства анилиновых красок, соединений феназинового ряда (пиоцианина, его гомологов и аналогов) и разработал метод получения пиоцианина (1946). Им были получены антибиотик саназин, эффективный при лечении трихомоноза, дизентерии и некоторых видов сепсиса, противоопухолевый препарат неоцид, применяющийся при лечении некоторых форм рака; предложены микробиологические методы борьбы с паратифозом пчёл и с вредителями сахарной свеклы.
Под руководством В. С. Деркача защищено св. 70 диссертаций, в т. ч. 11 докторских. 

## Сочинения
Опубликовал около 100 научных работ, посвященных проблемам микробиологии, разработке новых антибиотиков, занимался вопросами имиобиотерапии инфекционных болезней, злокачественных опухолей.
- Об антигенных и иммунизирующих свойствах токсических веществ брюшнотифозных бактерий / проф. В. С. Деркач. — Харьков : Укр. мечниковский ин-т, 1939.  124 с. — (Труды Украинского мечниковского института; Т. IV).
- Иммунотерапия // Основы лечебной и профилактической медицины. — Харьков, 1936.
- Экспериментальное клиническое и эпидемиологическое изучение пиоцианина и его производных // Труды 12-го Всесоюзного съезда гигиенистов, эпидемиологов и микробиологов. — Москва, 1947.
- Саназин и его практическое применение // Антибиотики. — Т. 18. — Киев, 1951.
- Детские инфекции : [Сборник статей] / Под ред. чл.-кор. АМН СССР проф. В. С. Деркача. - Киев : Госмедиздат УССР, 1952. - 191 с. : граф.; 22 см. - (Труды Украинского института эпидемиологии и микробиологии им. Мечникова / М-во здравоохранения УССР; Т. 19 (33)).
- Экспериментальное изучение нового противоопухолевого антибиотика неоцида // Тезисы 2-й Всесоюзной онкологической конференции. — Ленинград, 1958.
- Итоги и перспективы изучения неоцида // Сборник трудов международного симпозиума «Пути и перспективы изучения антибластомных веществ». — Москва, 1960.
- О базофильных образованиях и цитопатогенном эффекте в раковых клетках // Вопросы вирусологии. — 1966. — № 2.